# Ton van Schaik
Antonius Hendrikus Maria (Ton) van Schaik (De Meern, 1 februari 1941) is een Nederlands historicus en publicist.

## Loopbaan
Van Schaik schreef een groot aantal studies over de geschiedenis van het Nederlandse katholicisme. Zijn proefschrift behandelde de scheuring in de Nederlandse Katholieke Kerk in de 18e eeuw, die leidde tot het ontstaan van de Oudkatholieke Kerk. Hierna publiceerde hij een aantal geschiedenissen van parochies, kloosters en katholieke organisaties, zoals de Katholieke Raad voor Israël.
Van de hand van Schaik verschenen de biografieën van twee Utrechtse aartsbisschoppen, kardinaal De Jong en kardinaal Alfrink. Van Schaik was betrokken bij twee series tv-documentaires over abdijen over de katholieken in de twintigste eeuw, waarvoor hij de begeleidende boeken schreef. In de Nederlandse media krijgt hij regelmatig de gelegenheid gebeurtenissen in de Katholieke Kerk toe te lichten.
Net als kerkhistoricus Peter Nissen is hij bekend als criticus van aartsbisschop Eijk. Zo publiceerde hij in 1999 zonder voorafgaand overleg passages over homoseksualiteit uit Eijk's collegedictaten moraaltheologie, toen deze pas benoemd was tot bisschop van Groningen. Tot 2001 was Van Schaik een tiental jaren freelance-docent oude kerkgeschiedenis aan de priesteropleiding Bovendonk in Noord-Brabant. Toen de priesteropleiding moest gereorganiseerd worden vanwege het teruglopende aantal priesterkandidaten, werd zijn contract niet verlengd. Hierbij speelde volgens rector M.J.A. Ham het optreden van Van Schaik in 1999 ("niet loyaal") mede een rol.

## Voornaamste publicaties
- Bataafs en Rooms. Drie studies over de verhouding van de katholieke Kerk in de Noordelĳke Nederlanden en Rome aan het eind van de 17e en het begin van de 18e eeuw (z.pl., z.j. [= 1979]; dissertatie)
- Dr. Hendrik Moller, 1869-1940: een ongemakkelĳk initiator van onderwĳs en cultuur in Noord-Brabant (Tilburg: Stichting Zuidelijk Historisch Contact, 1988), ISBN 90-70641-25-9
- Abdĳen in West-Europa en hun bewoners (Baarn: Fontein/Tielt: Lannoo, 1992), ISBN 90-261-0569-X (Fontein); ISBN 90-209-2159-2 (Lannoo)
- Vertrouwde vreemden. Betrekkingen tussen katholieken en joden in Nederland 1930-1990 (Baarn: Ten Have, 1992), ISBN 90-259-4531-7
- Aartsbisschop in oorlogstijd, een portret van Kardinaal de Jong (1885-1955) (Baarn: Gooi sen Sticht, 1996), ISBN 90-304-0849-9
- Alfrink, een biografie (Amsterdam: Anthos, 1997), ISBN 90-414-0117-2
- Katholieken in de twintigste eeuw (Amsterdam: Anthos, 1999), ISBN 90-414-0396-5
- Een mooi geloof. Katholieken in Salland vanaf de Reformatie tot 2000 (z.pl. [= Kampen]: IJsselakademie, 2003), ISBN 90-6697-157-6
- Zoenen in het Hanengeschrei. Een letterkundige wandeling door Utrecht (Utrecht: De Plantage, 2004; 1e druk, 1992), ISBN 90-77030-17-4
- Bedankt voor de bloemen, Johannes Paulus II en Nederland (Tielt: Lannoo, 2005), ISBN 978-90-209-5376-3
- Het kroost van broeder Joost. Waarom de kartuizers niet terugkwamen naar Nederland (z.pl. [= Kampen]: Ten Have, z.j. [= 2007]), ISBN 978-90-259-5789-6

- Gemeinsame Normdatei: 141798106
- International Standard Name Identifier: 0000 0000 2772 3621
- Library of Congress Control Number: n88052938
- Nederlandse Thesaurus van Auteursnamen: 068356757
- Système universitaire de documentation: 032050852
- Virtual International Authority File: 73921329
- WorldCat: E39PBJxMjdt36jpxjfbWYVpkjC